# Jure Dolenec
Jure Dolenec (Kranj, 1988. december 6. –) szlovén válogatott kézilabdázó, a francia Limoges Handball játékosa.

## Pályafutása

### Klubcsapatokban
Pályafutását a Škofja Loka csapatában kezdte. 2011-ben írt alá a Gorenje Velenjéhez, amellyel a 2011–2012-es szezonban bejutott az EHF-kupa negyeddöntőjébe. A 2012–2013-as Bajnokok Ligája-sorozatban a Velenje bejutott a nyolcaddöntőbe. Dolenec a kupában 64 góllal segítette csapatát, amellyel mindkét ott töltött szezonjában bajnoki címet nyert. 2013 nyarán a francia Montpellier Handball játékosa lett. 2014-ben és 2016-ban megnyerte a csapattal a Ligakupát, valamint az EHF-kupa 2013–2014-es idényében a döntőig jutott, ott azonban a Pick Szeged jobbnak bizonyult. 2017 nyarán a Barcelonába igazolt. A katalán csapattal 2018-ban, 2019-ben, 2020-ban és 2021-ben bajnok és kupagyőztes volt. 2021-ben megnyerte a Bajnokok Ligáját, majd a szezon végén a francia Limoges Handballhoz szerződött.

### A válogatottban
A szlovén válogatottban 2011-ben mutatkozott be. Első felnőtt tornája a 2012-es Európa-bajnokság volt. A 2013-as férfi kézilabda-világbajnokságon negyedik helyen végző válogatott egyik legjobbja volt, hét mérkőzésen 30 gólt szerzett. Részt vett a 2016-os riói olimpián és tagja volt a 2017-es franciaországi világbajnokságon bronzérmes szlovén csapatnak is.

## Sikerei, díjai
- Szlovén bajnok: 2012, 2013
- Francia Ligakupa-győztes: 2014, 2016
- Francia Kupa-győztes: 2016
- Spanyol bajnok:2018, 2019, 2020, 2021
- Spanyol Kupa-győztes: 2018, 2019, 2020, 2021
- Spanyol Király-kupa-győztes: 2018
- Spanyol Szuperkupa-győztes: 2018
- IHF-Szuper Globe-győztes (Európai Szuperkupa): 2017, 2018, 2019
- Bajnokok Ligája: 2021
- EHF-kupa-döntős: 2013-2014